# Димитър Боснов
Димитър Боснов – Босната (12 февруари 1933 г. – 17 март 2012 г.) е български футболист, защитник. По време на кариерата си играе във всички зони на отбраната, най-вече като десен и ляв бек. Клубна легенда на Черно море (Варна). За „моряците“ има 343 мача в А група, което му отрежда 3-то място във вечната ранглиста по участия за клуба в най-високото ниво на българския футбол.

## Кариера
Родом от Сливен, Боснов започва кариерата си в местния клуб Динамо, за който дебютира на 15-годишна възраст през 1948 г. По-късно преминава в ДНА (Сливен), където играе няколко сезона в Б група.
През 1954 г. е привлечен в ЦСКА (София). При армейците отбива военната си служба и играе за младежкия отбор на клуба. Не записва участие за първия състав на ЦСКА.
В началото на 1955 г. Боснов е изпратен в Черно море, а на негово място при „армейците“ отива нападателят на „моряците“ Георги Димитров – Червения. Играе в отбора до края на кариерата си през юни 1970 г. Има 343 мача в А група и 11 мача в Б група.
Изиграл е 1 мач за младежкия и 1 мач за юношеския национален отбор. На 13 август 1966 г. отбелязва победния гол за победата с 1:0 като гост срещу бъдещия вицешампион на Англия Нотингам Форест. Футболист №1 на Варненска област за 1967 г.